# Nguyễn Thị Xuân Thu
Nguyễn Thị Xuân Thu (sinh ngày 12 tháng 4 năm 1961) là một nữ chính trị gia người Việt Nam. Bà từng là Chủ tịch Hội Chữ thập đỏ Việt Nam, đại biểu quốc hội Việt Nam khóa 14 nhiệm kì 2016-2021, thuộc đoàn đại biểu quốc hội tỉnh Khánh Hòa, Ủy viên Ủy ban Khoa học, Công nghệ và Môi trường của Quốc hội. Bà lần đầu trúng cử đại biểu Quốc hội năm 2016 ở đơn vị bầu cử số 2, tỉnh Khánh Hòa gồm thành phố Nha Trang.

## Xuất thân
Nguyễn Thị Xuân Thu sinh ngày 12 tháng 4 năm 1961 quê quán ở thị trấn Thọ Xuân, huyện Thọ Xuân, tỉnh Thanh Hoá. 
Bà hiện cư trú ở Phòng 1005, nhà B, khu CT1-CT2, phường Yên Hòa, quận Cầu Giấy, thành phố Hà Nội.

## Giáo dục
- Giáo dục phổ thông: 10/10
- Đại học Thủy sản chuyên ngành Nuôi trồng thủy sản
- Tiến sĩ Nông nghiệp
- Phó giáo sư
- Cao cấp lí luận chính trị

## Sự nghiệp
Bà gia nhập Đảng Cộng sản Việt Nam vào ngày 3/2/1997.
Khi lần đầu ứng cử đại biểu Quốc hội Việt Nam khóa 14 vào tháng 5 năm 2016 bà đang là Bí thư Đảng đoàn, Chủ tịch Hội Chữ thập đỏ Việt Nam, làm việc ở Cơ quan Trung ương Hội Chữ thập đỏ Việt Nam.
Bà đã trúng cử đại biểu quốc hội năm 2016 ở đơn vị bầu cử số 2, tỉnh Khánh Hòa gồm thành phố Nha Trang, được 183.752 phiếu, đạt tỷ lệ 60,23% số phiếu hợp lệ.